# 奧克帕克鎮區 (明尼蘇達州馬歇爾縣)
奧克帕克鎮區（英語：Oak Park Township）是位於美國明尼蘇達州馬歇爾縣的一個行政鎮區。

## 歷史
奧克帕克鎮區於1883年設立，得名自當地的橡樹林。

## 地方資料
奧克帕克鎮區的面積為101.57平方千米，當中陸地面積為100.63平方千米，而水域面積為0.94平方千米。根據2020年美國人口普查的數據，當地共有人口111人，而人口密度為每平方千米1.09人。